# Cycle de l'urée

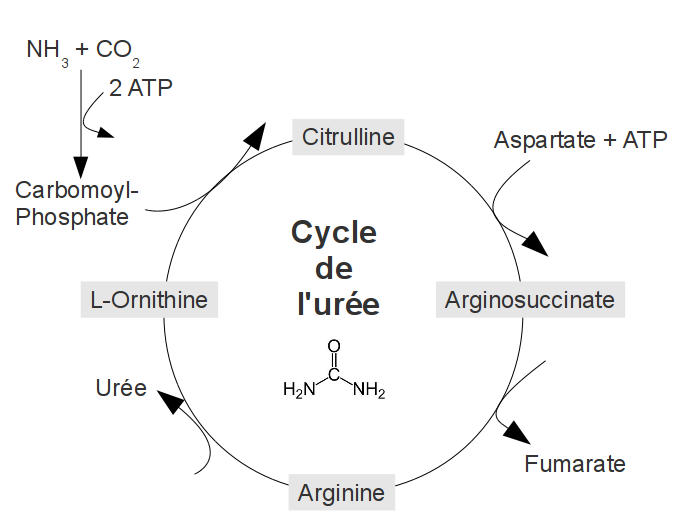
Cycle de l'urée.

Le cycle de l'urée ou cycle de l'ornithine est un cycle de réactions biochimiques chez les espéces ureotéliques qui produisent de l'urée à partir de l'ammoniac. Il s'agit du premier cycle métabolique identifié dès 1932 par Krebs et Hensenleit. Ce cycle se déroule dans le foie, au sein des hépatocytes périportaux. L'une des particularités de ce cycle est d'être à cheval entre deux compartiments subcellulaires : le cytosol et la mitochondrie. À droite, un schéma simpliste du cycle de l'urée.
Ce cycle génère des protons H+, ce qui explique qu'en cas d'insuffisance hépatique, l'organisme tend vers une alcalose métabolique.

## Dégradation des acides aminés
Les acides aminés sont digérés dans l'estomac par le pH acide et les pepsines et dans l'intestin par des protéases.
Les acides aminés ne sont pas stockés dans l'organisme, contrairement au glucose et aux lipides. Le corps a développé tout un système pour utiliser les acides aminés en excès au maximum comme combustibles.
Chez les animaux uréotéliques (notamment les mammifères, dont l'homme), l'urée est le principal produit d'élimination du métabolisme azoté. L'uréotélie est caractéristique de la vie en milieu aérien, alors que l'ammoniotélie caractérise les organismes animaux aquatiques.

### Pathologie déficiente
Il existe des déficits du cycle de l'urée, se déclarant généralement après la naissance et qui consistent en un déficit d'activité d'une des quatre premières enzymes du cycle. C'est un diagnostic sévère (> 50 % de mortalité). Le traitement consiste en une alimentation appauvrie en protéines, parfois selon les cas, enrichie en arginine. Une molécule, le phénylbutyrate permet de traiter certains déficits en évitant le cycle de l'urée en se condensant avec la glutamine pour donner la phénylacétylglutamine, éliminée par ultrafiltration rénale.

## Réactions biochimiques

### Dans la mitochondrie
Dans la mitochondrie, une enzyme, la carbamyl phosphate synthétase I (CPS I), produit le carbamyl-phosphate à partir de l'ion ammonium (NH4+), de l'ATP et du dioxyde de carbone (CO2). Cette réaction se fait en deux étapes consommant chacune une molécule d'ATP. Le carbamyl apporte l'atome de carbone et un atome d'azote de la future molécule d'urée. La CPS I doit être activée par le N-acétylglutamate, effecteur allostérique. 

Chez certains animaux, dont les dipneustes, cette réaction est catalysée par une CPS III.
(NB La CPS II est impliquée dans la synthèse des bases pyrimidiques, cette isoenzyme est cytosolique.)
Le carbamyl-phosphate résultant se condense ensuite avec l'ornithine pour donner la citrulline. Cette réaction est catalysée par l'ornithine transcarbamylase (OTC). La citrulline est exportée dans le cytoplasme par diffusion facilitée.

### Dans le cytoplasme
La citrulline se condense, en présence d'ATP, avec une molécule d'acide aspartique qui apporte le deuxième atome d'azote de l'urée. L'enzyme (arginosuccinate synthase AS) possède la particularité de produire de l'AMP à partir de l'ATP, clivage qui permet la libération d'une énergie de réaction plus importante pour la réaction grâce à la pyrophosphatase qui hydrolyse l'ion pyrophosphate alors formé. En effet, l'étude de l'énergétique de la réaction montre que l'hydrolyse classique de l'ATP en ADP n'apporterait pas suffisamment d'énergie pour la réaction, la variation d'énergie libre entre les substrats principaux et l'arginosuccinate étant trop élevée. Dans un second temps, l'AMP réagit avec une molécule d'ATP dans le cytoplasme pour régénérer de l'ADP : finalement deux ATP sont bel et bien consommés.
Ensuite, l'acide arginosuccinique est converti en arginine et en acide fumarique par l'arginosuccinate lyase (AL).
L'arginase catalyse l'hydrolyse de l'arginine en ornithine et urée en consommant une molécule d'eau. L'ornithine est ainsi régénérée et peut regagner la mitochondrie pour fixer une nouvelle molécule de carbamyl-phosphate.

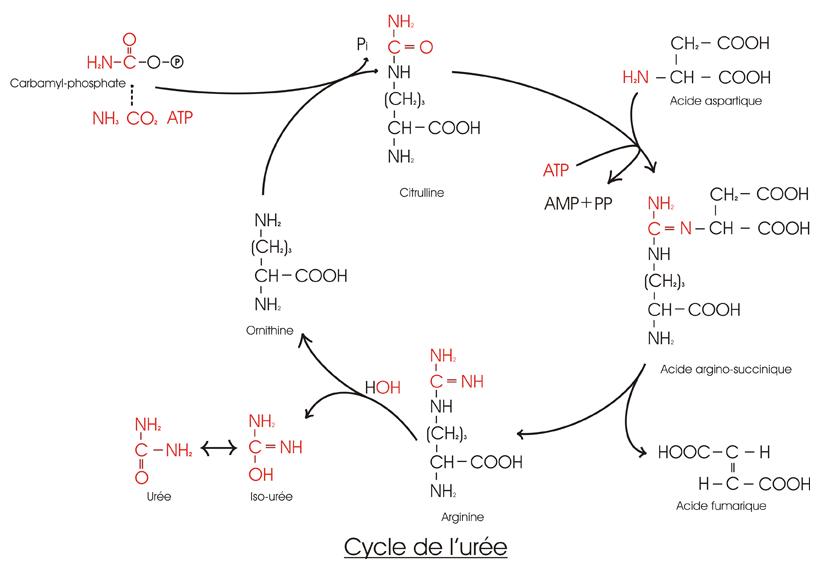
Cycle de l'urée.

## Pathologie
Le cycle de l'urée est utilisé par l'organisme afin de le détoxifier de l'ammoniac, une molécule neurotoxique. L'inactivation par mutations des enzymes du cycle de l'urée est à l'origine des anomalies du cycle de l'urée. Ces désordres génétiques causant une déficience d'enzymes du cycle de l'urée (principalement le déficit en ornithine transcarbamylase) ou un dysfonctionnement du foie résulte en une accumulation d'ammoniac dans le sang. L'encéphalopathie hépatique découle de cette hyperammoniémie.
Une augmentation de l'urée sans augmentation de la créatinine (augmentation du rapport urée/créat) chez un patient anémié est en faveur d'une hémorragie digestive haute. En effet la digestion du sang libère beaucoup d'acides aminés responsable d'une hausse de l'urée d'origine extra-rénale (créatinine stable).